# Laveno-Mombello
Laveno-Mombello (lombardul: Laven-Mombell) település Olaszországban, Varese megyében. Lakosainak száma 8353 fő (2023. január 1.). Laveno-Mombello Caravate, Cittiglio, Sangiano, Castelveccana, Leggiuno, Verbania, Ghiffa és Stresa községekkel határos.

## Népesség
A település népességének változása:
| Lakosok száma | 8743 | 8684 | 8353 |
|               | 2017 | 2018 | 2023 |